# Иван Горјански
Иван VII Горјански (умро 6. јануара 1430.) је био угарски бан Усоре (1412-1417) и тамишки жупан (1402—1417).

## Детињство и младост
Иван је био син Николе I Горјанског, мачванског бана (1359-1375) и једног од најмоћнијих барона Лајоша I Анжујског (1342-1482) и његове ћерке Марије. Припадао је великашкој породици Горјанских. Иван је, заједно са братом, Николом Горјанским Млађим, учествовао у бици код Горјана (1386). Брат му се успео спасити, а Иван је пао у заробљеништво, али је ослобођен због своје младости. Приликом измирења са угарским краљем Жигмундом (1402), Никола Горјански је као таоце предао свога брата, Ивана VII, и сина Ивана VIII Горјанског. Од 1402. до 1417. године Иван је носио титулу тамишког жупана. Након склапања мира између Жигмунда и босанског краља Остоје (1411), Иван Горјански постављен је за бана Усоре. Жигмунд је почетком 15. века обновио бановину Усору и Соли. Она је формирана средином 13. века од стране краља Беле IV. Први бан био је Ростислав Михаиловић. Међутим, од 1284. године бановина је под управом сремског краља Драгутина, а потом под влашћу босанских банова и краљева. Први бан Усоре у 15. веку био је Иван Моровићки који је дужност обављао од 1405. до 1412. године. Није познато због чега је Моровићки смењен, али је заједно са Иваном учествовао у рату против Хрвоја Вукчића Хрватинића 1415. године.

## Сукоб са Хрвојем Вукчићем
Краткотрајан мир у Босни окончан је избијањем сукоба између босанске властеле и угарског краља са једне и војводе Доњих Краја, вицекраља Хрвоја Вукчића Хрватинића са друге стране. Хрвоје је био најмоћнија личност свога времена у Босни. Искористио је учешће Сандаља Хранића у рату против Османлија на истоку (заједно са деспотом Стефаном Лазаревићем) да заузме трг Дријева. Био је то повод да га Жигмунд Луксембуршки прогласи издајником (1413). Жигмунд Луксембуршки се тада налазио на сабору у Констанци те су Иван Горјански и Павле Чупор деловали преко краљице Барбаре Цељске. У писму Дубровнику од 17. јуна Хрвоје је отпужен за сарадњу са Турцима. То су искористили славонски бан Павле Чупор и Иван Горјански да заузму Хрвојева имања у Славонији августа исте године. Угарски барони су најпре присвојили славонске поседе: Пожешку жупу и град Сегест, а затим су се припремали за поход преко Саве.
Након безуспешне интервенције код Барбаре Цељске, Хрвоју је преостало да се за помоћ обрати турском султану. На челу посланства на турском двору налазио се његов протовестијар, Михаило Кабужић. Султан је одлучио да помогне војводи Доњих Краја те је послао војску на челу са Зеком Мелеком. Мелек је са својим одредима у Босни остао читава три месеца. Потом се 16. јуна повукао са својим снагама. Иван Горјански се тада налазио под Добојем на Усори одакле је са великом војском кренуо ка југу, у земљу Босну. Горјански је избегао сукоб са претходном османском војском, али се очекивало да Турцима стигну појачања предвођена скопским крајишником Исхак-бегом.
Судар угарске и османске војске, познатији као битка код Добоја, одиграо се 2. јула 1415. године, на празник Богородице. Османлије су однеле своју прву велику победу на просторима Босне. Том приликом заробљена је неколицина највећих угарских барона међу којима су били и Иван Горјански, Павле Чупор, Иван Моровићки, Мартин Держ од Сердахеља, Петар "Херлинковић" и Ладислав Титушевић. За њихово ослобађање одређена је висока откупнина од 65.000 златних форинти. Иван Горјански је ослобођен, заједно са осталима, 1416. године, а у заробљеништву је остао једино Иван Моровићки (до 1419). Према речима Константина Филозофа, у прикупљању откупа учествовао је и Стефан Лазаревић.
Иван Горјански се последњи пут помиње у повељи из 1424. године. Његова каснија делатност остаје непозната.

## Потомство
Иван је био ожењен Хедвигом, ћерком мазовског владара Сиемовита IV и литванске принцезе Александре. Имали су ћерку Доротеју Јованову Горјанску која је била босанска краљица (1428—1438) као супруга Твртка II Твртковића.

## Породично стабло
|  |                    |  |  |  |  |  |  |  |  |  |  |  |  |  |  |  |
|  | Стјепан Горјански  |  |  |  |  |  |  |  |  |  |  |  |  |  |  |  |
|  |                    |  |  |  |  |  |  |  |  |  |  |  |  |  |  |  |
|  |                    |  |  |  |  |  |  |  |  |  |  |  |  |  |  |  |
|  | Андрија Горјански  |  |  |  |  |  |  |  |  |  |  |  |  |  |  |  |
|  |                    |  |  |  |  |  |  |  |  |  |  |  |  |  |  |  |
|  |                    |  |  |  |  |  |  |  |  |  |  |  |  |  |  |  |
|  | Никола I Горјански |  |  |  |  |  |  |  |  |  |  |  |  |  |  |  |
|  |                    |  |  |  |  |  |  |  |  |  |  |  |  |  |  |  |
|  |                    |  |  |  |  |  |  |  |  |  |  |  |  |  |  |  |
|  | Иван Горјански     |  |  |  |  |  |  |  |  |  |  |  |  |  |  |  |
|  |                    |  |  |  |  |  |  |  |  |  |  |  |  |  |  |  |
|  |                    |  |  |  |  |  |  |  |  |  |  |  |  |  |  |  |